# Stortingsvalget 1927
Stortingsvalget 1927 blev afholdt i Norge mandag den 17. oktober 1927. Arbeiderpartiet havde før valget slået sig sammen igen med Socialdemokraterne og fik en kæmpe fremgang, da det opnåede at blive det største partiet i landet.
Ivar Lykkes regering (H/FV) som var udnævnt i 1926 gik af til fordel for Christopher Hornsruds regering, den første arbejderparti-regeringen i landet. Denne sad kun i 18 dage, før der igen kom et regeringsskifte: Johan Ludwig Mowinckels anden regering (Venstre).

## Resultat
| Parti                                    | Procent af stemmerne (%) | Ændring sammenlignet med 1924 | Mandater | Ændring sammenlignet med 1924 |
| ---------------------------------------- | ------------------------ | ----------------------------- | -------- | ----------------------------- |
| Arbeiderpartiet                          | 36,8                     | + 18,4                        | 59       | + 35                          |
| Venstre                                  | 17,3                     | - 1,5                         | 30       | - 4                           |
| Bondepartiet                             | 14,9                     | + 1,4                         | 26       | + 4                           |
| Høyre                                    | 5,5                      | + 5,5                         | 29       | - 14                          |
| Norges Kommunistiske Parti               | 4,0                      | - 2,1                         | 3        | - 3                           |
| Frisindede Venstre                       | 1,4                      | + 1,1                         | 2        | - 9                           |
| Det Radikale Folkeparti                  | 1,3                      | - 0,4                         | 1        | - 1                           |
| Den Nationale Legion                     | 0,1                      | + 0,1                         | 0        | 0                             |
| Felleslister Høyre og Frisindede Venstre | 18,6                     | - 13,6                        | 0¹       | 0                             |
| Total                                    | 100                      | 0                             | 150      | 0                             |

¹ Mandat på fælleslister opført på de enkelte partier.